# メフディ・マフダビ
メフディ・マフダビ（ペルシア語: مهدی مهدوی､ラテン翻記：Mehdi Mahdavi ,1984年2月13日 - ）は、イランの男子バレーボール選手である。キャラジ出身。ポジションはセッター。元イラン代表。

## 所属クラブ
- nian electronic（2014-2015年）
- Sarmayeh Bank（2015-2018年）
- Foolad Sirjan Iranian（2018-2020年）
- Shahdab Yazd（2020-2024年）